# Satyrus silenus
Satyrus silenus är en fjärilsart som beskrevs av Otto Staudinger 1878. Satyrus silenus ingår i släktet Satyrus och familjen praktfjärilar. Inga underarter finns listade.